# Sandwich (Massachusetts, város)
Sandwich város az USA Massachusetts államában, Barnstable megyében. Lakosainak száma 20 259 fő (2020. április 1.).

## Népesség
A település népességének változása:

| 2010 | 20 675 |
| 2020 | 20 259 |